# Ogólnoeuropejski indywidualny produkt emerytalny
Ogólnoeuropejski indywidualny produkt emerytalny (OIPE) (ang. pan-European Personal Pension Product, PEPP) – dobrowolna forma ubezpieczenia społecznego w państwach członkowskich Unii Europejskiej, w Polsce stanowiąca element tzw. III filaru emerytalnego.

## Opis
OIPE umożliwia obywatelom Unii Europejskiej dodatkowe oszczędzanie na emeryturę. Został wprowadzony rozporządzeniem Parlamentu Europejskiego i Rady (UE) 2019/1238 z dnia 20 czerwca 2019 r. w sprawie ogólnoeuropejskiego indywidualnego produktu emerytalnego (OIPE).
Zachętę do oszczędzania na subkoncie OIPE stanowią ulgi podatkowe oraz dostęp do produktów finansowych z różnych państw (inwestowanie transgraniczne), a także możliwość przenoszenia subkonta OIPE do innego państwa członkowskiego przy zmianie miejsca zamieszkania. Koszty i opłaty związane z podstawowym OIPE nie mogą przekraczać 1 % zgromadzonego kapitału rocznie.
Unijny rejestr dostawców OIPE prowadzi Europejski Urząd Nadzoru Ubezpieczeń i Pracowniczych Programów Emerytalnych (EIOPA). Pierwszy taki produkt zarejestrowała słowacka spółka Finax. 

### OIPE w Polsce
W Polsce wykonanie rozporządzenia 2019/1238 umożliwiła ustawa z dnia 7 lipca 2023 r. o ogólnoeuropejskim indywidualnym produkcie emerytalnym. 
Dla OIPE przyjęto podobne rozwiązania jak w przypadku indywidualnego konta emerytalnego (IKE). Wpłaty dokonywane na subkonto OIPE nie mogą przekroczyć w roku kalendarzowym kwoty odpowiadającej trzykrotności przeciętnego prognozowanego wynagrodzenia miesięcznego w gospodarce narodowej, a dochody uzyskane w czasie oszczędzania przy wypłacie  środków – pod warunkiem osiągnięcia przez oszczędzającego wieku 60 lat lub nabycia uprawnień emerytalnych i ukończenia 55. roku życia, a także po spełnieniu warunku dokonywania wpłat na subkonto OIPE co najmniej w 5 dowolnych latach kalendarzowych albo dokonania ponad połowy wartości wpłat nie później niż na 5 lat przed dniem złożenia wniosku o dokonanie wypłaty – nie będą opodatkowane zryczałtowanym podatkiem dochodowym od osób fizycznych.
W listopadzie 2024 roku na rachunkach OIPE na przyszłą emeryturę oszczędzało ok. 5 tys. osób.

### Maksymalna kwota wpłat
| Rok  | Kwota [PLN] | Krotność średniego miesięcznego wynagrodzenia |
| ---- | ----------- | --------------------------------------------- |
| 2025 | 26 019      | 3                                             |
| 2024 | 23 472      | 3                                             |
| 2023 | 21 312      | 3                                             |